# Valea Bucurului
Valea Bucurului falu Romániában, Erdélyben, Fehér megyében.

## Fekvése
Kisgyógypatak közelében fekvő település.

## Története
Valea Bucurului korábban Kisgyógypatak része volt, 1956 körül vált külön, ekkor 217 lakosa volt.
1966-ban 214, 1977-ben 140, 1992-ben 78, a 2002-es népszámláláskor pedig 68 román lakosa volt.